# Friedrichstraße 1 (Torgelow)

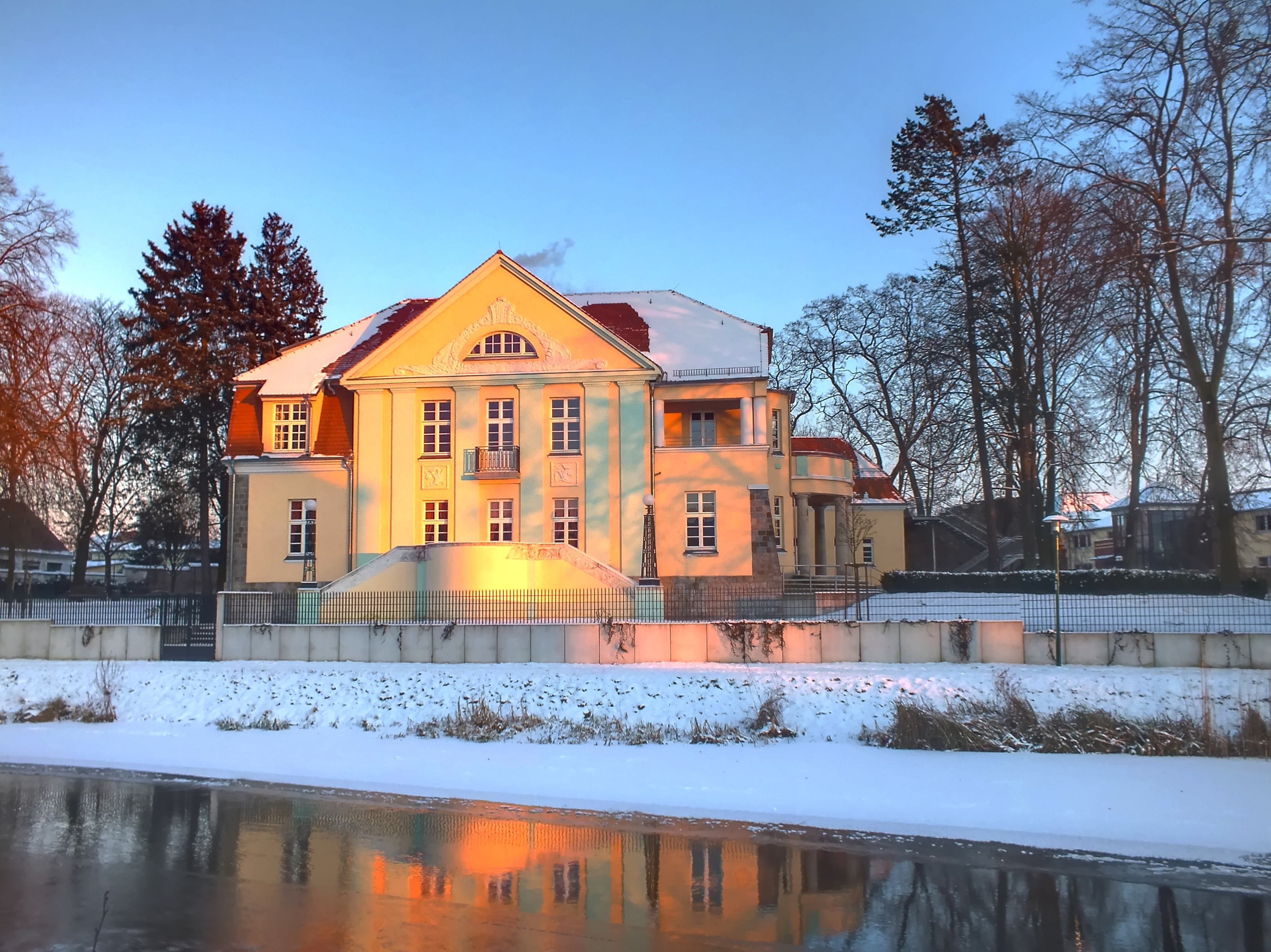

Die Villa Friedrichstraße 1 in Torgelow (Mecklenburg-Vorpommern), direkt an der Uecker wurde im 19. oder am Anfang des 20. Jahrhunderts gebaut. Hier befindet sich heute die Touristen-Information und ein Trauraum.
Das Gebäude steht unter Denkmalschutz.

## Geschichte
Die Stadt Torgelow mit 8972 Einwohnern (2020) wurde 1281 erstmals erwähnt.
Das ein- und zweigeschossige verputzte differenzierte und sanierte Gebäude in L-Form mit dem neoklassizistischen markanten Giebel, gegliedert durch sechs Pilaster, sowie mit Mansard-, Krüppelwalm- und Satteldächern sowie Loggia, Balkon und Erker wird als Touristen-Information, für Trauungen und für Veranstaltungen u. a. des Kunstvereins genutzt.
In der Nachbarschaft steht als Freilichtbühne das Castrum Turglowe und die mittelalterliche Schlossruine Torgelow. Im Obergeschoss der Villa gibt es eine multimediale Ausstellung u. a. über das Leben des brandenburgischen Markgrafen Otto IV. (um 1238–1308).